# Michal Šanda
Michal Šanda (n. 10 de diciembre de 1965) es un escritor nacido en Praga, República Checa.

### Trabajo colectivo
- Generál v umyvadle plném blues, Větrné mlýny, Brno, ISBN 978-80-7443-467-9, (2022)

### Novelas
- Blues 1890-1940, Petrov Brno, ISBN 80-7227-067-2, (2000)
- Obecní radní Stoklasné Lhoty vydraživší za 37 Kč vycpaného jezevce pro potřeby školního kabinetu, Petrov Brno, ISBN 80-7227-110-5, (2001)
- Sudamerická romance, Petrov Brno, ISBN 80-7227-164-4, (2003)
- Dopisy, Dybbuk Praga, ISBN 978-80-86862-85-9 un Karel Havlíček Borovský, (2009)
- Sebrané spí si, Nakladatelství Petr Štengl Praga, ISBN 978-80-87563-04-5, (2012)
- Špacírkou přes čenich!, Nakladatelství Paseka Praga / Litomyšl, ISBN 978-80-7432-296-9, (2013)
- MUDr. PhDr. Jarmila Beichtenová: Kazuistika pacientů Michala Šandy a Jakuba Šofara – literární anamnéza, Novela bohemica Praga, ISBN 978-80-87683-28-6, (2014)
- Jakápak prdel, Týnská literární kavárna Praga, ISBN 978-80-903065-9-2 un Druhé město Brno, ISBN 978-80-7227-364-5, (2015) un Ivan Wernisch
- Rabování samozvaného generála Rona Zacapy v hostinci U Hrocha, Nakladatelství Pavel Mervart Červený Kostelec, ISBN 978-80-7465-155-7, (2015)
- Autorské poznámky k divadelní grotesce Sráči, Nakladatelství Petr Štengl Praga, ISBN 978-80-87563-35-9, (2015)
- Masná kuchařka mistra řezníka z Nelahozevsi Antonína Dvořáka, Dybbuk Praga, ISBN 978-80-7438-152-2, (2016)
- Údolí, Dybbuk Praga, ISBN 978-80-7438-469-1 un ISBN 978-80-7438-472-1, (2017)
- Hemingwayův býk, Milan Hodek | Paper Jam Hradec Králové, ISBN 978-80-87688-79-3, (2018)
- Umyvadlo plné vajglů, Dybbuk Praga, ISBN 978-80-7438-227-7, (2020)
- Mozek z blázna, Malvern Praga, ISBN 978-80-7530-450-6, (2023)
- Grotesky, Malvern Praga, ISBN 978-80-7530-541-1, (2024)

### Obra poética
- stoa, KIC Brno, (1994)
- Ošklivé příběhy z krásných slov Protis Praga, ISBN 80-85940-20-5, (1996)
- Metro Protis Praga, ISBN 80-85940-48-5, (1998 un 2005)
- Dvacet deka ovaru, Klokočí a Knihovna Jana Drdy Praga, ISBN 80-86240-05-3, (1998)
- Kecanice, Protis Praga, ISBN 80-85940-75-2, ( 2006)
- Býkárna, Druhé město Brno, ISBN 80-7227-252-7 un Milan Ohnisko un Ivan Wernisch, (2006)
- Remington pod kredencí, Protis Praga, ISBN 978-80-7386-050-9, (2009)

### Libros para niños
- Merekvice, Dybbuk Praga, ISBN 978-80-86862-53-8, (2008)
- Oskarovy rybářské trofeje, Novela bohemica Praga, ISBN 978-80-87683-38-5, (2014)
- Dr. Moul, Michal Šanda Praga, ISBN 978-80-270-3653-0, (2018)
- Kosáku, co to máš v zobáku?, Meander Praga, ISBN 978-80-7558-105-1, (2019)
- Rukulíbám, Meander Praga, ISBN 978-80-7558-133-4, (2020)
- Tibbles, Meander Praga, ISBN 978-80-7558-165-5, (2021)
- Viktor & Віктор, Meander Praga, ISBN 978-80-7558-177-8, (2022)
- Tibbles the Cat, Albatros Media Group Praga, ISBN 978-80-00-07005-6, (2023)
- Lední medvěd Rio zachraňuje prales, Meander Praga, ISBN 978-80-7558-239-3, (2023)
- Kruh, Meander Praga, ISBN 978-80-7558-223-2, (2023)
- Hravě o dopravě, Meander Praga, ISBN 978-80-7558-264-5, (2024)
- Čtverec, Meander Praga, ISBN 978-80-7558-267-6, (2024)

### Obra dramática
- Španělské ptáčky, Větrné mlýny Brno, (2006)
- Sorento, Větrné mlýny Brno,(2011)